# Achromadora granulata
Achromadora granulata är en rundmaskart som först beskrevs av Nathan Augustus Cobb 1914.  Achromadora granulata ingår i släktet Achromadora och familjen Cyatholaimidae. Inga underarter finns listade i Catalogue of Life.